# Palazzo della Panatica

Santa Lucia auf einem Gemälde von Oswald Achenbach (1875)

“L’annegrita panatica come un legno a vapore manda una colonna di fumo all’azzurrino limpidissimo cielo“
(dt.: Die geschwärzte Panatica sendet wie ein dampfendes Holz eine Rauchsäule zum klaren, blauen Himmel aus)

Der Palazzo della Panatica war ein Palast aus dem 17. Jahrhundert im Viertel San Ferdinando in Neapel in der italienischen Region Kampanien. Er lag in der Via Santa Lucia, links neben der Basilica di Santa Lucia a Mare und vor dem Hügel von Pizzofalcone.

## Geschichte
Der Palast erhielt seinen Namen, weil er der Sitz der alten Militärbäckerei aus der Zeit der Bourbonen war; dort wurde der Schiffszwieback für die königliche Marine des Königreichs beider Sizilien hergestellt. Die Panatica hat historisch-militärische Bedeutung, weil dort der erste Sitz der Reale Accademia Militare (deutsch: Königliche Militärakademie) des Königreichs Neapel (heute: Scuola Militare Nunziatella) war.
Das Gebäude wurde 1619 auf der alten Bastion, die auf Geheiß des Vizekönigs Don Pedro Afán di Ribera, Herzog von Alcalà, errichtet worden war, im Auftrag des Vizekönigs Pedro Antonio Fernández de Castro, Graf von Lemos, erbaut.
In der Zeit der parthenopäischen Republik erweckte er das Interesse des Architekten Pompeo Schiantarelli, weil dort die französische Regierung eine Gendarmerie einrichten wollte. In den letzten Jahren des 19. Jahrhunderts kam es aus unbekannten Gründen zu einem Einsturz an dem Palast, der zahlreiche Opfer forderte und von Edoardo Matania 1879 auf einer Xylografie abgebildet wurde, die in den Illustrazione Italiana von Emilio Treves erschien.
Am 20. November 1889 wurde im vierten Stockwerk des Gebäudes von 17 jungen Gefährten die Regio Conottieri Italia, der älteste der Rudervereine der Stadt Neapel, gegründet. Später wurde daraus der Circolo del Remo e della Vela Italia.
Der Palast wurde während der Arbeiten zur Stadtsanierung von Neapel im Zuge der städtebaulichen Neuordnung der Gegend abgerissen. Diese führte zur Schaffung der sogenannten Colmata a mare (deutsch: Verfüllung des Meeres) und zum Bau der heutigen Ufergebäude im Viertel Santa Lucia.

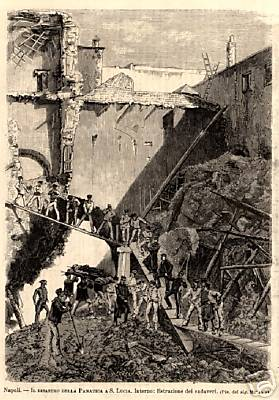
Edoardo Matania: Disastro della Panatica, 1879

1935 stand an der Stelle, an der früher die Panatica lag, der Palazzo della Marina Militare, Sitz des offiziellen Zirkels der Marina Militare, mit Haupteingang in der Via Cesario Console.